# Nueva Carteya
Nueva Carteya er en by og kommune i det sydlige Spanien i provinsen Córdoba. Den har et indbyggertal på 5.307 (2024) indbyggere.